# Třešť
Třešť (rod ženský, genitiv sg. Třešti, německy Triesch) je město, nacházející se na západě Moravy, ve střední části kraje Vysočina. Leží na Třešťském potoce, který je pravostranným přítokem řeky Jihlavy, 13, 6 km jihozápadně od krajského města Jihlavy a 11, 5 km severoseverovýchodně od města Telče. Nadmořská výška města se pohybuje mezi 540 m n. m. (Třešťský potok) a 600 m n. m. (u zámku). Je to druhé největší město v okrese Jihlava. 
Počátky města, v němž žije přibližně 5 800 obyvatel, sahají až do 13. století. První písemná zmínka pochází z roku 1349. Třešť je dnes známá především díky svým betlémům. Historické jádro je městskou památkovou zónou.
Sousedními obcemi sídla jsou Otín, Suchá, Dolní Cerekev, Hodice, Batelov, Jihlava, Růžená, Panenská Rozsíčka, Jezdovice, Kostelec, Pavlov a Vílanec.

## Název
Název se vyvíjel od varianty Triesc (1349), Trzest (1355), Trzyestye, Trziestye a Trzest (1358), Trzesty (1385), Trzesczy (1406), z Strzesstye (1447), Třešczi (1490), Trzesstcze (1493), Trzesst (1513), z Trzesscze (1528), Trisch (1555), na Trzesstij (1571), na Tržessti (1593), Tržesstie (1596), Drisch a Tresst (1633), Triesch (1678, 1718, 1720), Trisch (1751), Triesch a Třešt (1846), Triesch a Třešť (1872) až k podobě Třešť v letech 1881 a 1924. Původ místního jména má dva výklady, buď vychází ze slova třtina a znamenalo místo, kde roste třtina, nebo je odvozeno od osobního jména Třěšek či jeho zdrobněliny Třěs. Židovský název města v jidiš zní טריטש.

## Historie
K založení farní vsi Třešť došlo ve 13. století, první písemná zmínka přímo o Třešti je ale až z roku 1349. Roku 1872 byla v Třešti založena první česká měšťanská škola na Moravě a v roce 1901 byla Třešť povýšena na město. Na konci druhé světové války zde došlo k povstání (probíhalo 5. května až 7. května 1945), které bylo potlačeno oddílem SS a poté bylo popraveno 57 zdejších občanů.
Místními částmi Třeště se k 1. dubnu 1980 staly Buková a Jezdovice, 1. ledna 1986 pak byly k městu jako místní část připojeny Panenská Rozsíčka, Třeštice a Růžená. Naopak 27. února 1990 se Růžená osamostatnila a 31. prosince 1991 se osamostatnily Jezdovice, Panenská Rozsíčka a Třeštice. Roku 1998 bylo městu uděleno právo užívat městský prapor.
Majitelé panství Třešť:
- 1358–1493 Šternberkové
- 1493–1626 Vencelíkové
- 1626–1657 Herbersteinové z Korutan
- 1657–1669 Gayerové z Edelbachu
- 1669–1831 Herbersteinové z rakouské linie
- 1831–1844 panství pod úřední správou
- 1844–1945 Sternbachové

V letech 2006–2010 působil jako starosta Ing. Vladislav Nechvátal, od roku 2010 tuto funkci vykonává Ing. Vladislav Hynk.

## Pověst o založení města
Jednou jel touto krajinou rytíř i se svým služebnictvem. Hledal místo pro svou novou osadu. Tou dobou byly ještě lesy hluboké a zdály se nekonečné a možná i to přispělo k tomu, že se rytíř a jeho výprava v lesích ztratili. Protože byl i rytíř již dosti unaven, rozhodl o kratším odpočinku u lesní studánky pod statným dubem. Když rytíř nakrátko usnul, zdál se mu podivný sen o krásné víle, která měla v ruce košíček a z něj rozhazovala po krajině malé domečky.

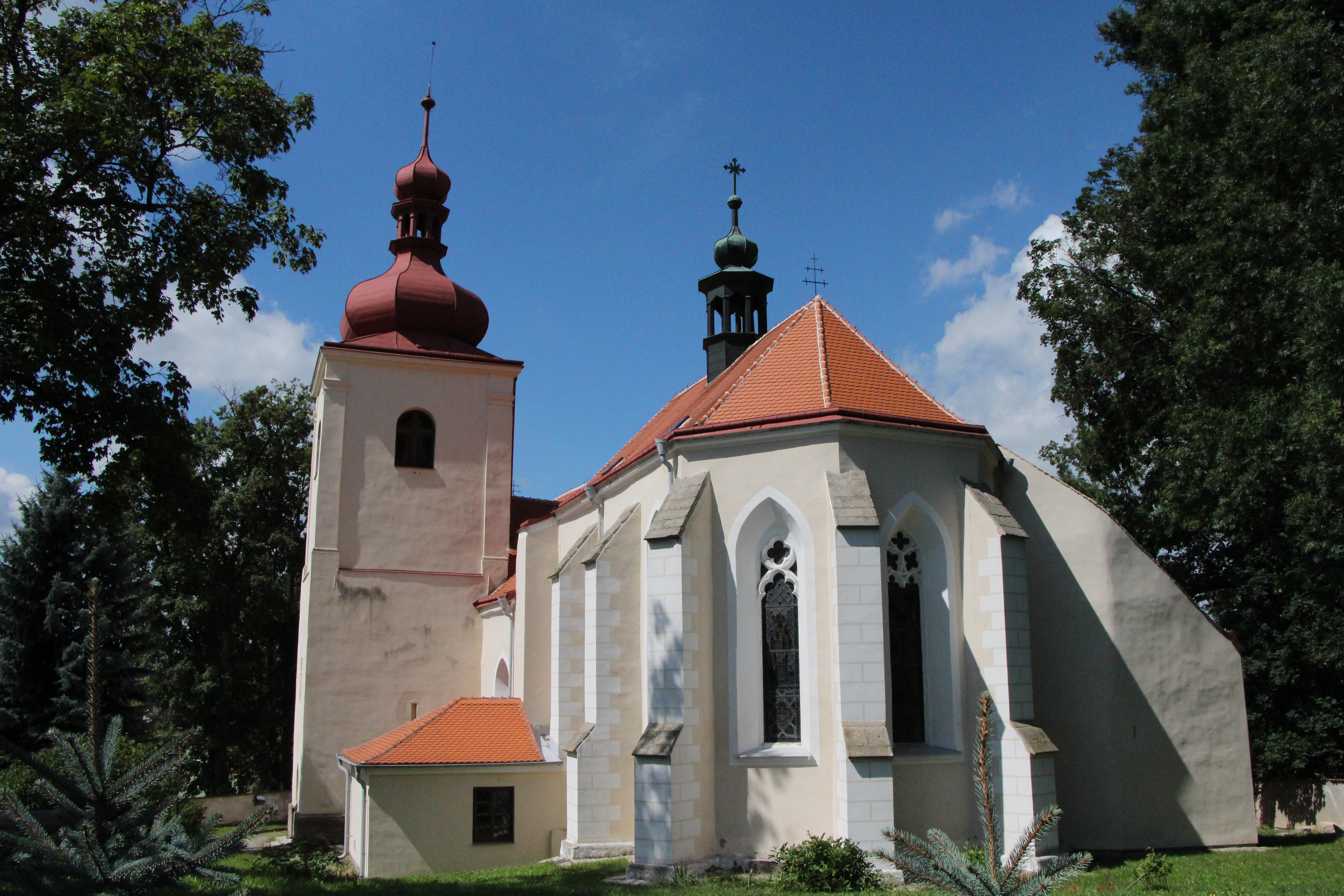
Kostel sv. Martina

Když se pak rytíř vzbudil, vzpomněl si na svůj sen a myslel, že to snad bylo znamení. Tak rozhodl, že na tomto místě založí vesnici. Kolem dubu, pod kterým usnul, dal vykácet les a ze samotného dubu postavil první domek, co ve vesnici byl. A na památku jeho snu – jeho pouhého třeštění ji pojmenoval Třešť. (třeštění – snění)[zdroj⁠?!]

## Přírodní poměry

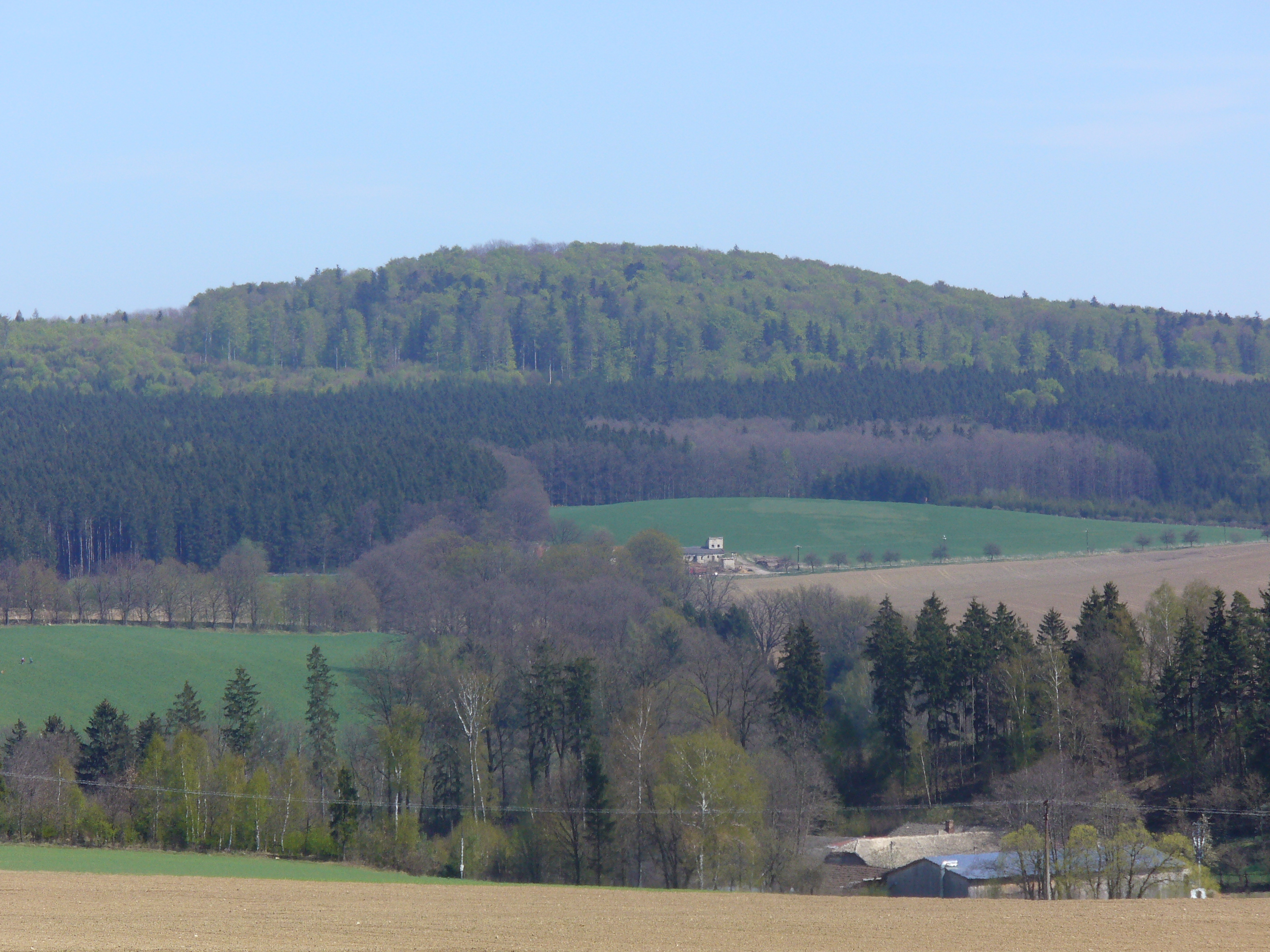
Velký Špičák

Třešť leží v okrese Jihlava v Kraji Vysočina. Nachází se 16 km jihozápadně od Jihlavy, 8,5 km západně od Stonařova, 13 km severně od Telče a 7,5 km jihovýchodně od Batelova. Geomorfologicky je oblast součástí Česko-moravské subprovincie, konkrétně Křižanovské vrchoviny a jejího podcelku Brtnická vrchovina, v jejíž rámci spadá pod geomorfologický okrsek Otínská pahorkatina. Průměrná nadmořská výška činí 545 metrů. Nejvyšší bod, Velký Špičák (734 m n. m.), leží severně od města. Západně od města stojí Trojanův kopec (608 m), Lovětínský vrch (617 m), Kaz (638 m) a Na písku (616), severně pak Malý Špičák (673 m), Velké Javoří (679 m) a Jelení skok (657 m) a východně pak Mistrovský kopec (699 m), Šejby (678 m) a Farský les (655 m).
Městem protéká Třešťský potok, na jeho toku v jižní částí města se rozkládá Vaňovský rybník, do něhož z východu přitéká bezejmenný potok, na němž se nacházejí Střelecký rybník a rybník Vymvejr. Do Vaňovského rybníka ze západu přitéká potok Valcha posílený o vodu rybníků Valcha a Korečník. Do Třešťského potoka v severní části města zprava vlévá bezejmenný potok, na němž leží soustava rybníků – Horní, Střední a Dolní Obora, Komora a Stupník. Severní okraj katastru zasahuje Jezdovický rybník, jímž protéká Třešťský potok. Západní okraj katastru míjí Sovův potok s rybníkem Sovovka. Jihovýchodní částí katastru protéká Lovecký potok, na němž se nacházejí rybníky Jezírko, Stonařovský rybník, Radkovec, Lovětínský rybník, Okrouhlice, Duchák a Petrchák.
Na katastru Třeště se nachází národní přírodní rezervace Velký Špičák s ochranou původní dřevinné skladby lesa a přírodní památka Rybníky V Pouštích. V Třešti a jejím blízkém okolí se nachází řada památných stromů – 40metrový Buk nad myslivnou (stáří 200 let), kde roste i stromořadí 11 douglasek tisolistých Další čtyři douglasky (Douglasky u křížku) rostou v lesním porostu 700 m jihovýchodně od kóty Velký Špičák. 33metrová douglaska stojí 100 m od rybníka Radkovec v lesním komplexu Pouště, kde se nachází i 29členné stromořadí dubu letního. Ty v počtu 24 kusů rostou i po levé straně silnice z Jezdovic do Třeště. Východně od silnice Třešť-Stonařov kolem městského vodojemu k lesnímu porostu pod Jelením skokem stojí stromořadí 20 dubů letních a zimních. Mezi benzinovou stanicí severovýchodně k vrchu Špičák a křižovatkou lesních cest roste alej 179 stromů, mezi nimiž jsou zastoupeny duby zimní, letní a červený a habr obecný. Dvě jedle bělokoré rostou v lesním porostu na severním břehu Lovětínského rybníka na Pouštích. Lípa malolistá stojí na nádvoří Agrozetu. 25metrová lípa velkolistá roste u křížku proti zemědělskému družstvu u silnice na Čenkov. Ve stromořadí východně od zámeckého parku se nachází 31metrová lípa velkolistá zvaná „u Ovčačky“. Stromořadí na Křížové cestě čítá 10 stromů – lípa velkolistá, lípa malolistá a bříza bělokorá. 45metrový smrk ztepilý roste na rozcestí lesních cest k Otovu Dvoru a na Špičák, další smrk se nachází u rybníka blízko Otova Dvoru, za nímž na rozmezí katastru stojí „Smrk na Šumperku“.

## Obyvatelstvo
K roku 1819 čítala Třešť 3 190 obyvatel, z toho cca 700 židů. Podle sčítání 1930 zde žilo v 750 domech 5 012 obyvatel. 4 900 obyvatel se hlásilo k československé národnosti a 37 k německé. Žilo zde 4 569 římských katolíků, 71 evangelíků, 64 příslušníků Církve československé husitské a 5 židů.
| Rok            | 1869  | 1880  | 1890  | 1900  | 1910  | 1921  | 1930  | 1950  | 1961  | 1970  | 1980  | 1991  | 2001  | 2011  |
| -------------- | ----- | ----- | ----- | ----- | ----- | ----- | ----- | ----- | ----- | ----- | ----- | ----- | ----- | ----- |
| Počet obyvatel | 4 634 | 5 108 | 5 520 | 5 555 | 5 858 | 5 628 | 5 741 | 5 219 | 5 606 | 5 578 | 5 805 | 5 948 | 5 933 | 5 771 |

| Rok            | 1869  | 1880  | 1890  | 1900  | 1910  | 1921  | 1930  | 1950  | 1961  | 1970  | 1980  | 1991  | 2001  | 2011  |
| -------------- | ----- | ----- | ----- | ----- | ----- | ----- | ----- | ----- | ----- | ----- | ----- | ----- | ----- | ----- |
| Počet obyvatel | 3 856 | 4 374 | 4 738 | 4 773 | 5 113 | 4 923 | 5 012 | 4 605 | 5 030 | 5 053 | 5 360 | 5 590 | 5 579 | 5 429 |

## Městská správa a politika

### Členění, členství ve sdruženích
Město se člení na čtyři místní části – Buková, Čenkov, Salavice a Třešť, které leží na čtyřech katastrálních územích (pojmenovaných „Buková u Třešti“, „Čenkov u Třešti“, „Salavice“ a „Třešť“) a má deset základních sídelních jednotek – Buková, Čenkov a Salavice a na katastrálním území Třešť se nachází Na pískách, Špičák, Třešť-střed, U Česalíka, U Váňovského rybníka, Za tratí a Zámek.
Dříve se Třešť členila na dvě čtvrti: vlastní Třešť a Nové Domy, a na místě východní části dnešní Fritzovy ulice se nacházela osada Nikerak.
Třešť je členem mikroregionu Třešťsko a místní akční skupiny Třešťsko.

### Zastupitelstvo a starosta
Město má 21členné zastupitelstvo, v čele 7členné rady stojí starosta Vladislav Hynk.
| Období    | Voliči | Účast v % | Mandáty | Výsledky                                                                        | Starosta            |
| --------- | ------ | --------- | ------- | ------------------------------------------------------------------------------- | ------------------- |
| 2002–2006 | 4718   | 47,94     | 21      | 5 KSČM 4 Sdružení nezávislých 4 KDU-ČSL 3 ODS 3 Nezávislí 2002 2 ČSSD           | Vladislav Nechvátal |
| 2006–2010 | 4772   | 47,42     | 21      | 5 ODS 5 KDU-ČSL 5 ČSSD 3 KSČM 3 Nezávislí kandidáti 2006 1 STRANA ROVNOST ŠANCÍ | Vladislav Nechvátal |
| 2010–2014 | 4753   | 48,77     | 21      | 7 KDU-ČSL 3 ČSSD 3 Nezávislí 2010 3 ODS 3 KSČM 2 SNK Evropští demokraté         | Vladislav Hynk      |
| 2014–2018 | 4756   | 49,47     | 21      | 9 KDU-ČSL 3 Nestraníci 3 Nová volba pro Třešť 2 ČSSD 2 KSČM 2 ODS               | Vladislav Hynk      |
| 2018–2022 | 4 686  | 43,70     | 21      | 11 KDU-ČSL 5 Nestraníci 3 ODS 2 KSČM                                            | Vladislav Hynk      |
| 2022–2026 | 4 498  | 50,62     | 21      | 9 KDU-ČSL 9 Nestraníci 2 ODS 1 KSČM                                             | Vladislav Hynk      |

### Znak a vlajka
Právo užívat vlajku bylo městu uděleno rozhodnutím Poslanecké sněmovny Parlamentu České republiky dne 18. listopadu 1998. List vlajky tvoří modrá žerďová čtvercová část s bílým jednorožcem ve skoku a bílá vlající část. Poměr šířky k délce listu je 2:3. Historický znak města Třeště je tvořen stříbrným jednorožcem na modrém štítu.

## Hospodářství a doprava
Mezi nejvýznamnější průmyslová odvětví v Třešti patří textilní výroba, stavební, strojírenský, dřevozpracující a dříve také nábytkářský průmysl. Ve městě jsou vyráběny uniformy papežské švýcarské gardy. Mezi nejznámější firmy patří VÝVOJ, oděvní družstvo v Třešti a společnosti rodiny Podzimků – Podzimek a synové s.r.o., Strojírny Podzimek, s.r.o., Podlahy Podzimek s.r.o. a Dřevovýroba Podzimek s.r.o. Zdravotnické služby poskytuje Poliklinika Třešť, spol. s r.o.
Třeští prochází silnice II. třídy č. 402 z Batelova do Stonařova a č. 406 z Kostelce do Telče a komunikace III. třídy č. 4066 do Stajiště, č. 4065 do Čenkova a železniční trať č. 227 z Kostelce do Slavonic. Dopravní obslužnost zajišťují dopravci ICOM transport, AZ BUS & TIR PRAHA, ČSAD Jindřichův Hradec a České dráhy. Autobusy jezdí ve směrech Praha, Jihlava, Třebíč, Telč, Slavonice, Jemnice, Moravské Budějovice, Znojmo, Dačice, Jindřichův Hradec, Mrákotín, Studená, Opatov, Růžená, Počátky a Kněžice. a vlaky ve směrech Kostelec a Slavonice. Obcí prochází cyklistické trasy č. 16 z Jezdovic do Čenkova, č. 5129 do Jezdovic, č. 5090 na Špičák, č. 5093 na Šibeniční vrch, č. 5091 do Panenské Rozsíčky, modře značená turistická trasa a Naučná stezka Špičák.

## Školství, kultura a sport
Mateřská škola Třešť má osm tříd, v roce 2014 do ní chodilo 216 dětí. Základní škola Třešť je příspěvková organizace města Třešť. Ve školním roce 2013/2014 měla 25 tříd pro 562 žáků. Dojíždějí sem děti z místních částí Třeště – Čenkova, Bukové, Salavic, i okolních obcí Třeštice, Doupě, Hodice, Jezdovice, místních částí Pavlova (Stajiště a Bezděkov) a Panenské Rozsíčky a Růžené. Město zřizuje rovněž dům dětí a mládeže a základní uměleckou školu. Střední odborná škola a Střední odborné učiliště Třešť zřizuje Kraj Vysočina. Vyučují se zde maturitní obory Ekologie a životní prostředí a Zahradnictví, na středním odborném učilišti truhlář, řezník-uzenář, cukrář, kuchař-číšník, zahradník a na odborném učilišti cukrářská výroba, kuchařské činnosti, květinářské a aranžérské činnosti, pečovatelské služby, řeznická a uzenářská výroba, truhlářská a čalounická výroba a zednické činnosti. Z učebních oborů lze pokračovat v dvouletém nástavbovém studiu oborů podnikání, potravinářský průmysl a nábytkářská a dřevařská výroba.
V Třešti se nachází kulturní dům, Kino Máj a městská knihovna. Funguje tu Tančírna Třešť. Spolkové činnosti se věnuje Autoklub, dva ženské pěvecké sbory Cantare a Cecilie – Cecilia, Centrum pro rodinu a sociální péči Vysočina – Mateřský klub Třešť, Českomoravský svaz chovatelů poštovních holubů, Divadelní soubor Jana Lišky Třešť, Divadelní soubor Karla Čapka Třešť, Divadelní soubor Karla Čapka Třešť – loutkáři, Fotoklub Sokol Třešť, Historický radioklub československý, Jezdecký klub Třešť, Kamarád Třešť, Klub Agility, Klub českých turistů, Klub deskových a společenských her, Klub seniorů, Kynologický klub, hudební skupina Labyrint, Moravský rybářský svaz, Muzejní spolek v Třešti, Myslivecké sdružení – Špičák, Myslivecké sdružení Třešť – Panenská Rozsíčka, Radioklub Dyje, Římskokatolická farnost Třešť, Skupina historie, divadla a tance Hebrix o.s. Třešť, Spolek přátel betlémů, Třešť 21, divadelní soubor Třešťský průměr, vokální skupina Voxtet, swingový orchestr Zatrestband, ZO Český svaz chovatelů, ZO Český svaz včelařů, ZO Český svaz zahrádkářů a Sbor dobrovolných hasičů Třešť.
V Třešti stojí městská sportovní hala. Fungují tu sportovní kluby SK Stolního tenisu Třešť, Sportovně střelecký klub a TJ Sokol Třešť. TJ Orel Třešť se věnuje futsalu a florbalu, TJ Slavoj PEZAG Třešť fotbalu a TJ Slavoj Třešť tenisu, házené a florbalu. Velmi intenzivně se připravuje rekonstrukce zimního stadionu na multifunkční areál.

## Pamětihodnosti
- Farní kostel sv. Martina
- Kostel sv. Kateřiny Sienské
- Zámek
- Bývalá synagoga
- Židovský hřbitov
- Památník na Vězeňském dvoře

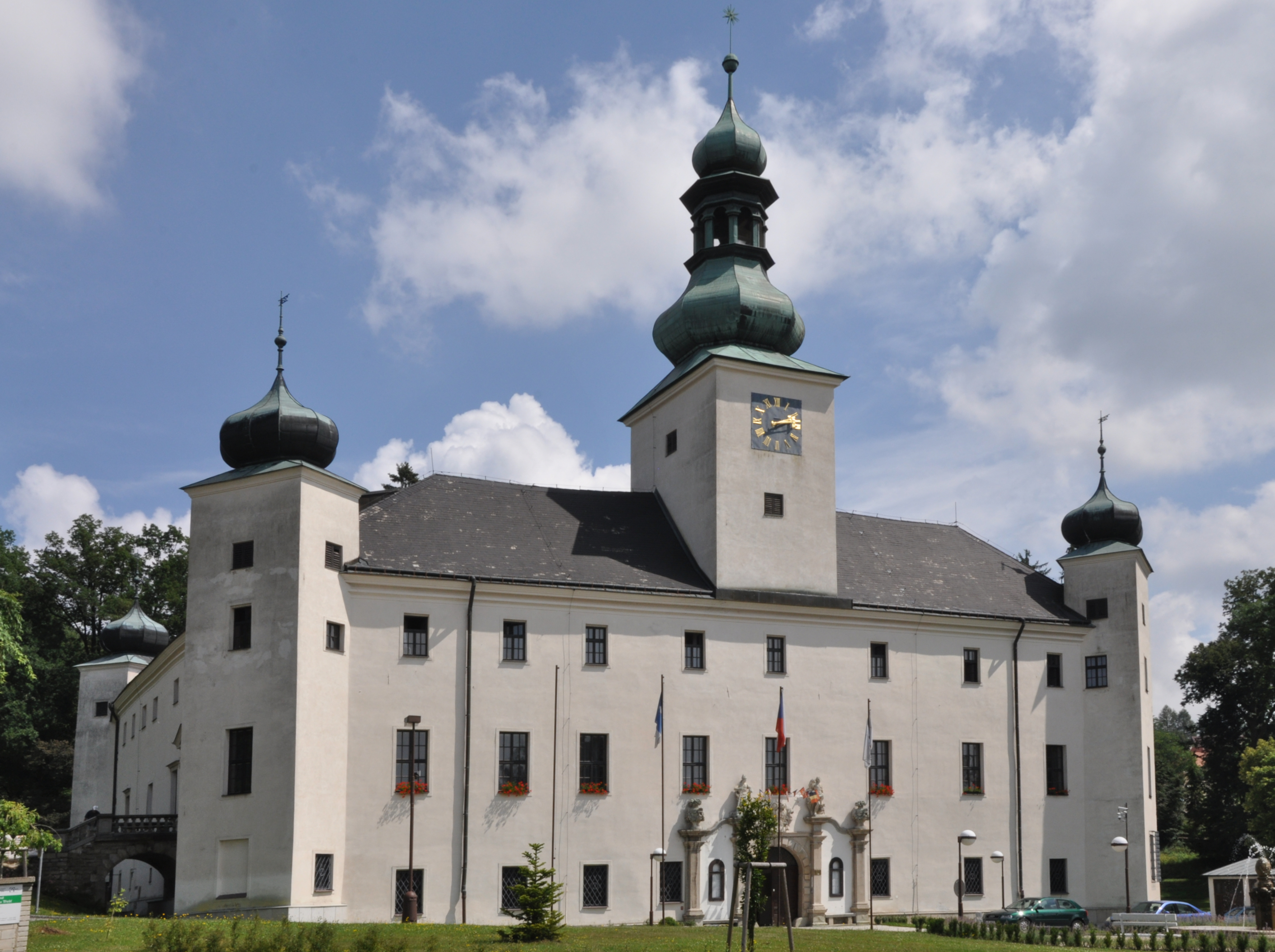
Zámek

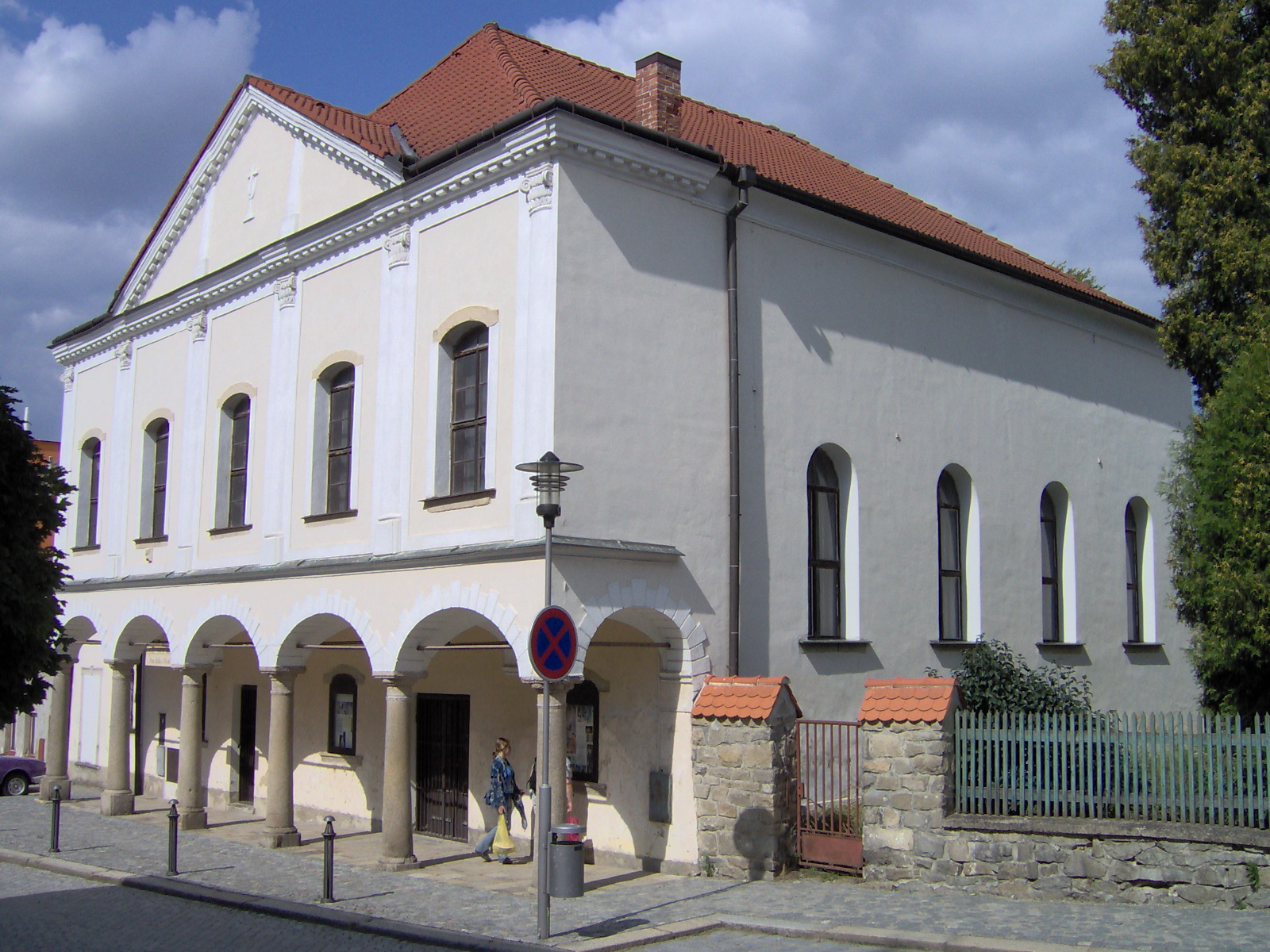
Bývalá synagoga

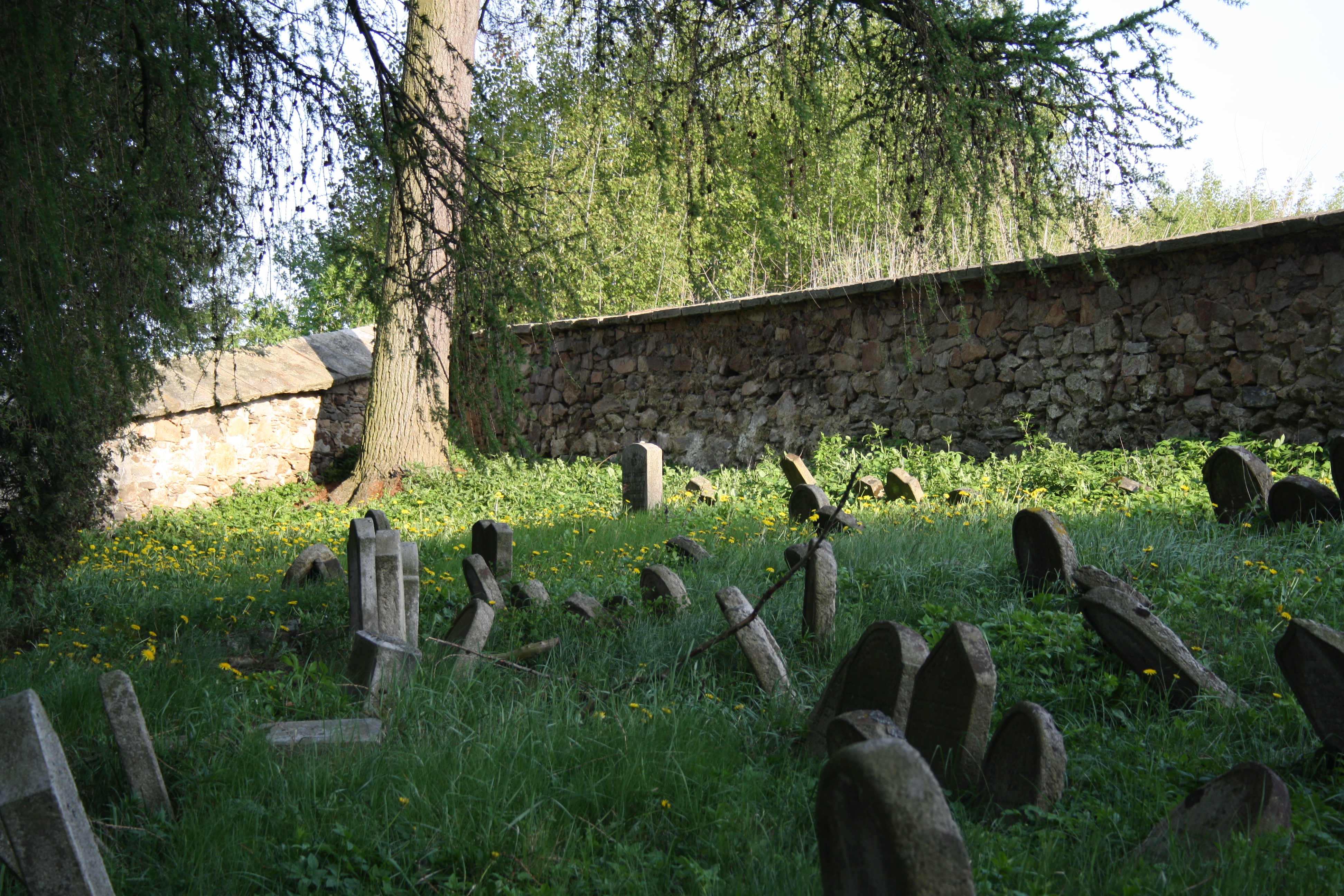
Židovský hřbitov

- Rodný dům J. A. Schumpetera, Muzeum betlémů Třešť
- Hřbitovní kaple
- Marianum
- Křížová cesta – Kalvárie
- Barokní sochy Na Hrázi

## Osobnosti
- Pavel Sperat (1484–1554), náboženský reformátor a kazatel
- Jindřich Matyáš z Thurnu (1567–1640), politik a vojevůdce
- Šimon Partlic (1588/1590–1650), filosof, lékař, vědec, astronom, matematik
- Albert Hodický z Hodic (1706–1778), šlechtic
- Josef Jan Herberštejn (1727–1809), vídeňský politik
- Franz Jabůrek (1779–1848), třešťský kronikář a národní buditel
- Franz Grillparzer (1791–1872), rakouský dramatik a básník
- František Hořalka (1798–1871), houslista a ředitel Leopoldova divadla ve Vídni
- Matěj Kneissel (1805–1890), pedagog, spisovatel a národní buditel
- Leopold Fritz (1813–1895), lékař a národní buditel
- Ferdinand Sternbach (1815 – 1897), šlechtic a politik
- Václav Hořalka (1815–1878), profesor varhanické školy v Brně
- Václav Prošinger (1820–1885), národní buditel a spolupracovník Karla Havlíčka Borovského
- Josef Konárovský (1840–1899), lékař a vlastenec
- Alois Hrudička (1843–1912), katolický kněz a historik
- Josef Vlk (1844–1902), kněz a básník
- Josef Podhorný (1848–1912), vlastenec a první ředitel měšťanské školy v Třešti
- Alois Josef Pátek (1850–1927), učitel a historik
- Emanuel Binko (1851–1893), učitel, hudební skladatel a vydavatel hudebního časopisu Varyto
- Emil Kosa (1851–1919), malíř
- Karel Kryštůfek (1859–1915), pedagog
- Jan Roháček (1864–1954) – ústřední inspektor státních drah a zakladatel nadací pro chudé
- Siegfried Löwy (1867–1942), lékař, strýc Franze Kafky
- František Richter (1870–1951), lékař a starosta města
- Vojtěch Hybášek (1873–1947), profesor hudby a zpěvu, komoří papeže Pia XII.
- Josef Alois Schumpeter (1883–1950), právník, národohospodář a politolog z místního váženého rodu; později emigroval do USA, kde se stal jedním z předních ekonomických teoretiků („kapitalismus je tvořivé ničení“)
- Josef Jiří Švec (1883–1918), plukovník čs. legií v Rusku, proslavený svou apelativní sebevraždou, kterou povzbudil legionáře v bojích na transsibiřské magistrále
- František Petr (1884–1964), malíř, restaurátor a vysokoškolský pedagog
- František Král (1887–1977), překladatel a pedagog
- Jan Liška (1890–1976), pedagog
- Karel Náhunek (1891–1979), architekt Moravského zemského výboru
- Rudolf Ježek (1894–1975), učitel na gymnáziu a historik
- Vincenc Jelínek (1896–1962), vědec a vysokoškolský pedagog
- Josef Jirka (1896–1942) –  československý legionář, důstojník, odbojář za 2. světové války, popravený nacisty
- Otto Rydlo (1896–1974), dělnický vůdce, zakladatel Jiskry
- Alois Pivný (1897–1976), politik a zakladatel hudební školy v Třešti
- Alfred Singer (1897–1944), lékař
- Jan Hybášek (1898–1981), vědec a vysokoškolský pedagog
- Václav Richter (1900–1970), historik a teoretik umění, také ředitel Moravského uměleckoprůmyslového muzea v Brně
- František Vrátil (1900–1943), odbojář
- Emanuel Kopecký (1902–1985), sólista opery Národního divadla, ředitel Divadla hudby a hudební publicista
- Bohuslav Hrudička (1904–1942), profesor Masarykovy univerzity
- Táňa Tomanová-Kopecká (1904–1985), členka opery Národního divadla
- Jaroslav Krechler (1908–1982), akademický sochař
- Louis Fürnberg (1909–1957), básník
- Irena Krausová (1910–1944), humanistka a filantropka
- Josef Gutvald (1911–1941), vojenský letec a odbojář[53]
- Walter Isternitz (1912–2001), odbojář
- Jiří John (1923–1972), malíř a grafik, jeden ze dvou spolutvůrců Památníku obětí holokaustu v Pinkasově synagoze v Praze
- Otto Šimánek (1925–1992), filmový a divadelní herec; k jeho velkým rolím patřil i v zahraničí známý seriál Pan Tau
- Miloš Vozáb (1926–1945), umělec
- Pavel Knihař (1931–2018), příslušník francouzských legií
- František Radkovský (* 1939), 1. biskup plzeňský (od roku 1993) a titulární biskup aggarský (1990–1993)
- Miroslav Pátek (1944–2009), poslanec, chemik
- Věra Brodmann-Nováková (* 1962), houslistka, sólistka a koncertní mistr Filharmonie v Nice
- Vít Kaňkovský (* 1970), poslanec, zastupitel

### Franz Kafka a Třešť
Nepřímo je s městem spojen také světoznámý pražský německy píšící spisovatel židovského původu Franz Kafka (1883–1924), který tu v letech 1900–1907 pravidelně pobýval na prázdninách u svého strýce z matčiny strany, MUDr. Siegfrieda Löwyho (1867 Poděbrady – 1942 Praha). Strýc tu provozoval lékařskou praxi po dobu téměř 25 let. Na naléhání svého synovce lékař zavrhl kočár s koňským spřežením a zakoupil si motorové kolo (jízdní kolo opatřené benzinovým výbušným motorem značky PUCH), stal se tak průkopníkem motorismu na Vysočině. Jeho nový dopravní prostředek přezdívali spoluobčané „smrdutý čert“. Později si pořídil motocykl značky Laurin a Klement. Praxi ukončil teprve v roce 1924 a dále pobýval v Třešti jako důchodce do roku 1932, kdy se přestěhoval do Prahy. V době okupace, předvečer svého transportu do koncentračního tábora v roce 1942 spáchal sebevraždu. V Třešti se Franz inspiroval k napsání povídky Venkovský lékař. Na paměť jeho letních pobytů byla 12. listopadu 2001 na zdejším Malém náměstí čp. 131/9 Kafkovi odhalena busta, kterou vytvořil třešťský rodák akademický sochař František Häckel.
O zdejším pobytu v srpnu 1907 nám svědčí dopis Maxi Brodovi: Prozatím tu smím ještě žít do 25. srpna. Jezdím hodně na motorce, hodně se koupu, lehávám dlouho nahý v trávě u rybníka, až do půl noci jsem s obtížně zamilovanou dívkou v parku, už jsem obracel na louce seno, stavěl kolotoč, po bouřce pomáhal stromům, pásl krávy a kozy a hnal je večer domů, hrál hodně kulečník, chodil na dlouhé procházky, pil hodně piva a už jsem byl také v templu. Nejvíc času – jsem tu šest dní – jsem ale strávil s dvěma děvčátky, velice chytrými děvčaty, studentkami, velmi sociálně demokratickými, které musí skousnout zuby, aby potlačily nutkání vyslovit při každé příležitosti nějaké přesvědčení nebo zásadu. Jedna se jmenuje Agatha, druhá Hedwig. Agatha je velmi ošklivá, Hedwig také. H. je malá a tlustá, tváře má nepřetržitě a neohraničeně červené, má velké přední zuby, které nedovolí ústům, aby se zavřela, a spodní čelisti, aby byla malá; je velmi krátkozraká, a to nejen kvůli hezkému gestu, kterým si nasazuje cvikr na nos – jeho špička je opravdu pěkná, složená z malých plošek; dnes v noci se mi zdálo o jejích zkrácených tlustých nohou a takovými oklikami poznávám krásu dívky a zamilovávám se. Zítra jim budu předčítat z „Experimentů“, které kromě Stendhala a „Opálů“ mám u sebe.

## Partnerská města
- Obergünzburg, Německo

Spřátelené město:
- Raabs an der Thaya, Rakousko

Od roku 1992 do roku 2018 udržovala Třešť přátelské vztahy se švýcarskou partnerskou obcí Pieterlen. Dohoda o rozvázání partnerství byla zaslána švýcarskou stranou koncem roku 2017.